# Staccatone

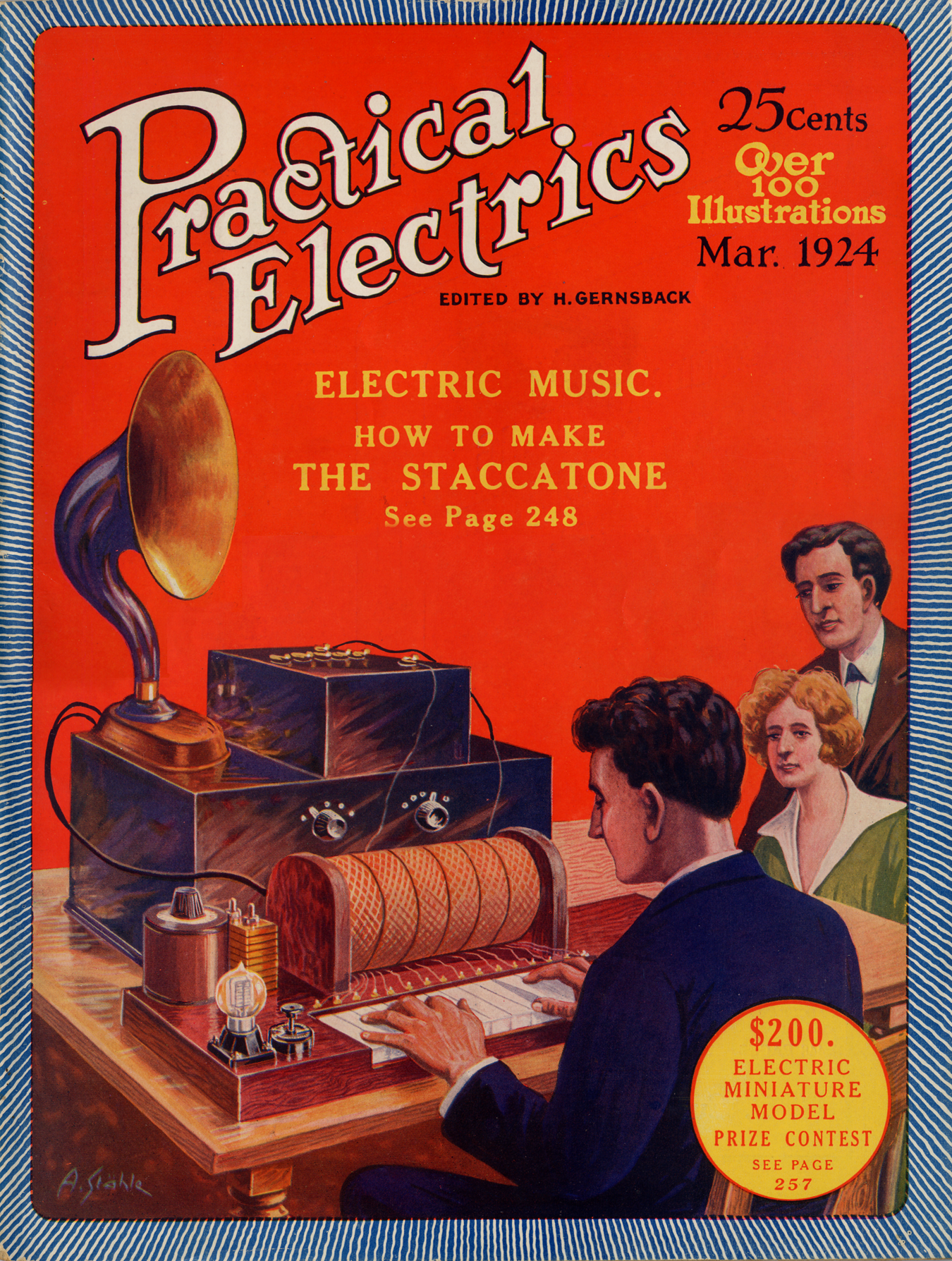

Das Staccatone ist ein elektronisches Musikinstrument.

## Funktionsweise
Das um 1925 von Hugo Gernsback erfundene Staccatone gilt als das erste elektronische Musikinstrument unter der Verwendung von Oszillatoren. Diese waren in der Lage, Sinuswellen zu erzeugen. Bei seiner Präsentation wurde es folgendermaßen beschrieben:

„Das Rufsignal der amerikanischen Sendeanlage WRNY in New York (Welle 258,5 m. Eigentum der Zeitschrift „Radio News“) besteht nicht, wie üblich, aus einem einzigen Ton in Morsezeichenform, sondern aus einem melodischen Akkord. Dieses Signal wird von einer Pendeluhr (Staccatone-Uhr) ausgegeben, welche im geeigneten Augenblick gleichzeitig verschiedene Schwingungskreise in den Sendekreis einschaltet, wodurch Überlagerungen mit der Trägerwelle in der gewünschten Frequenz hervorgerufen werden. Dank dieses originellen von H. Gernsback eingeführten Signals, kann die Station W, R. N. Y. wesentlich leichter identifiziert werden, als die anderen amerikanischen Rundfunksender.“

„Hugo Gernsback, der bekannte amerikanische Radiotechniker, hat ein Instrument erfunden, das während der Sendeintervalle von der Station WRNY benützt wird. Es stellt die  Verbindung eines Uhrwerkes  mit einer Oszillatorröhre dar und produziert Kuckucksrufen ähnliche Laute.“